# Handelslag
Handelslag är ett företag, som är andelslag. Benämningen förekommer mest i Finland där många handelslag finns.
Man kan jämföra den med en Konsumbutik i Sverige.